# Бенуа Ассу-Екотто
Бенуа Ассу-Екотто (фр. Benoît Assou-Ekotto, нар. 24 березня 1984, Аррас) — камерунський футболіст, захисник клубу «Сен-Нікола-лез-Аррас».
Виступав за низку французьких і англійських клубів найвищого дивізіону, зокрема, «Тоттенгем Готспур» та «Ланс», та за національну збірну Камеруну.

## Клубна кар'єра
У дорослому футболі дебютував 2003 року виступами за «Ланс», в якому провів три сезони, взявши участь у 67 матчах чемпіонату. Більшість часу, проведеного у складі «Ланса», був основним гравцем захисту команди. За цей час допоміг команді виграти Кубок Інтертото.
До складу клубу «Тоттенгем Готспур» приєднався на початку липня 2006 року. За сім сезонів провів у лондонському клубі 155 матчів у чемпіонаті, а також зіграв 12 матчів у Лізі чемпіонів УЄФА. За цей час додав до переліку своїх трофеїв титул володаря Кубка англійської ліги.
В вересні 2013 року перейшов на правах оренди до кінця сезону в «Квінз Парк Рейнджерс». У складі КПР відіграв протягом сезону 27 ігор і допоміг команді вибороти право виступів у Прем'єр-лізі. Повернувшись влітку 2014 до «Тоттенгема», протягом наступного сезону жодного разу на поле в іграх першості Англії не виходив.
Влітку 2015 перейшов до французького «Сент-Етьєна». За рік узяв участь приблизно в половині матчів сезону. За підсумками сезону «Сент-Етьєна» вирішив не продовжувати контракт з Ассу-Екотто.
У серпні 2016 приєднався на правах вільного агента до аутсайдера Ліги 1 «Меца». Провівши 18 з 38 матчів у сезоні 2016/17, Бенуа допоміг клубу врятуватися від вильоту. У наступному сезоні він успішно розпочав сезон, однак з 7 січня не виходив на поле через конфлікт з президентом клубу. Влітку 2018 завершив професіональну кар'єру.
Улітку 2019 приєднався до аматорського клубу «Сен-Нікола-лез-Аррас», який виступає в третій регіональній лізі (восьмий дивізіон) та представляє Сен-Нікола, передмістя рідного для Бенуа Арраса.

## Виступи за збірну
Хоча Бенуа і народився у Франції, його батько — уродженець Камеруну, що дало йому право виступати за збірну цієї країни. 11 лютого 2009 року Ассу-Екотто дебютував у складі національної збірної Камеруну в товариському матчі зі збірною Гвінеї.
У складі збірної був учасником чемпіонату світу 2010 року у ПАР, а також чемпіонату світу 2014 року у Бразилії. На останньому турнірі «відзначився» ударом головою партнера по команді Бенджаміна Муканджо у програному з рахунком 0:4 матчі проті збірної Хорватії, після чого до ігор збірної не залучався.
Загалом провів у формі головної команди країни 24 матчів.

## Титули і досягнення
- Володар Кубка Інтертото (1):

«Ланс»: 2005
- Володар Кубка англійської ліги (1):

«Тоттенгем Готспур»: 2007-08